# موکا مینامی

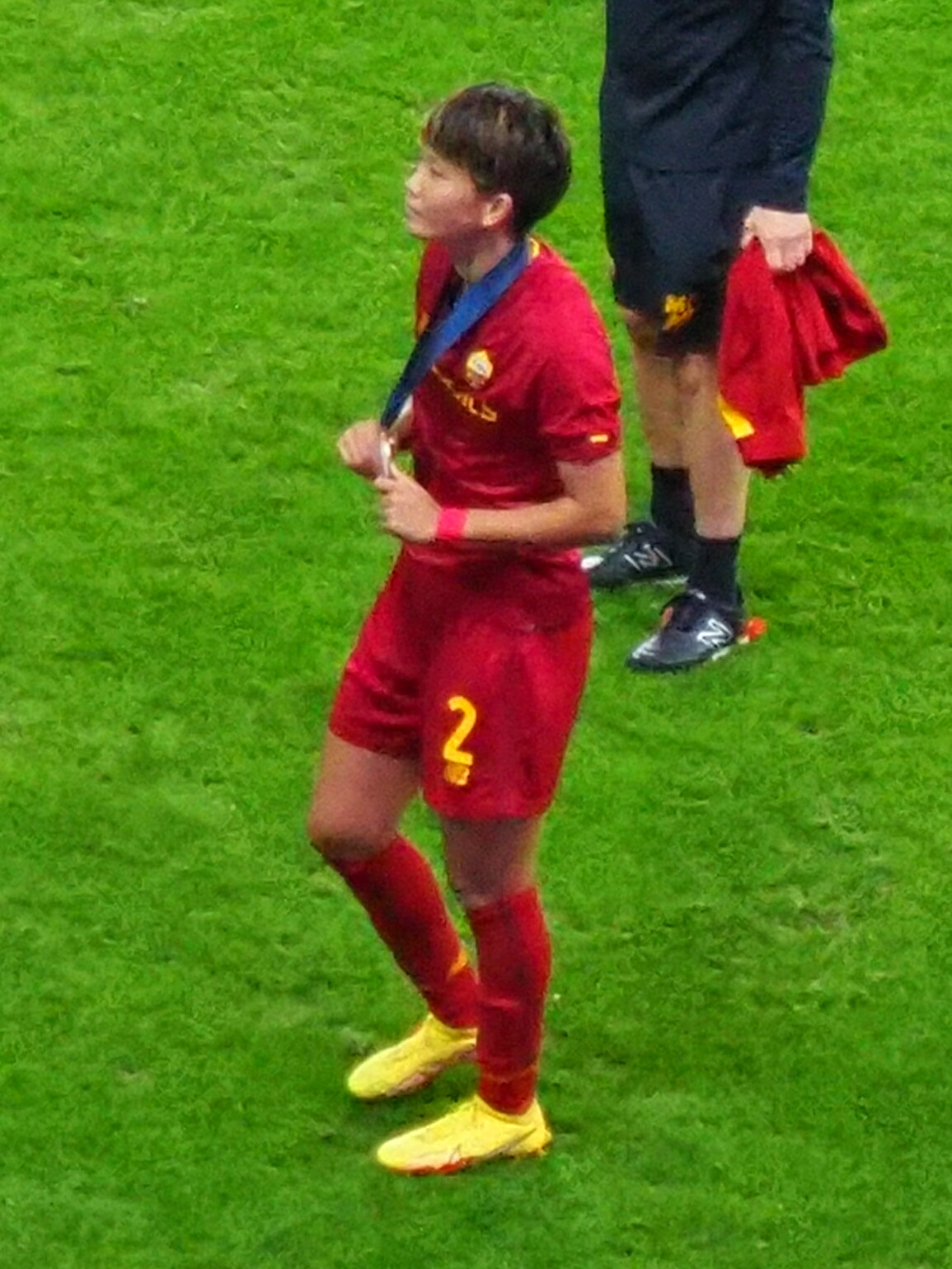
موکا می‌نامی در سال ۲۰۲۲

موکا می‌نامی (انگلیسی: Moeka Minami؛ زادهٔ ۷ دسامبر ۱۹۹۸) بازیکن فوتبال اهل ژاپن است که در تیم‌های ملی فوتبال زیر ۱۷ سال زنان ژاپن، زیر ۲۰ سال زنان ژاپن، و زنان ژاپن بازی کرده‌است.